# Porta Triumphalis
La Porta Triumphalis era una delle porte cittadine di Roma, situata nel Foro Boario tra i templi della Fortuna e della Mater Matuta, oggi nei resti dell'area archeologica di Sant'Omobono.

## Descrizione
Si apriva nel breve tratto di mura compreso tra la Porta Carmentalis e la Porta Flumentana, quindi nella zona tra il Campidoglio ed il Tevere. Le notizie sulla Porta Triumphalis sono scarsissime e si limitano a sole 5 citazioni da parte degli autori classici. Fu aperta in epoca successiva alla costruzione delle mura serviane e veniva presumibilmente utilizzata solo in occasione di cortei trionfali, che partivano da qui, o, come nel caso dei funerali di Augusto, per cerimonie di particolare rilevanza.